# Рока д’Евандро
Рока д'Евандро (итал. Rocca d'Evandro) је насеље у Италији у округу Казерта, региону Кампанија.
Према процени из 2011. у насељу је живело 240 становника. Насеље се налази на надморској висини од 223 м.

## Становништво
| 1931. | 1936. | 1951. | 1961. | 1971. | 1981. | 1991. | 2001. | 2011. |
| ----- | ----- | ----- | ----- | ----- | ----- | ----- | ----- | ----- |
| 3.949 | 4.290 | 4.549 | 3.879 | 3.577 | 3.482 | 3.699 | 3.720 | 3.366 |